# Medina del Campo
Medina del Campo è un comune spagnolo di 21 556 abitanti situato nella comunità autonoma di Castiglia e León. Vi morì Isabella di Castiglia.
Il 5 ottobre 2005 è stata avvistata un'eclissi anulare di Sole da Medina del Campo.

## Geografia
Si trova a 159,6 km da Madrid nella parte sudovest della provincia di Valladolid, città da cui dista 54,1 km. Medina del Campo è attraversata dal fiume Zapardiel. Sul territorio municipale, che si estende su 153 km², sorgono altri tre nuclei abitati: Gomeznarro, Rodilana e parte della urbanizzazione de Las Salinas.